# 加州旅館
加州旅馆是老鹰乐队同名专辑的主打歌曲，单曲在1977年2月发行。由唐·弗尔德作曲，唐·亨利和格伦·弗雷作词，这支歌的原声带由亨利主唱，并以弗尔德和乔·沃尔什的一段电吉他合奏收尾，被认为是该乐队最著名的作品。
1978年，该曲获得格莱美年度最佳唱片奖，歌曲的后奏在1998年被《吉他手》读者评选为有史以来最佳的吉他独奏。。到2019年，歌曲随40周年纪念版同名专辑再次发行。《加州旅馆》曾夺得公告牌百强单曲榜榜首，并在多个国际排行榜进入前十。自问世以来，该曲被众多歌手翻唱，包括许冠杰，吉普賽國王合唱團，杀手乐团，法蘭克海洋等，并成为国际流行文化的一部分。评论家和歌迷对歌曲的歌词有不同的理解，但老鹰乐队自己却认为歌曲是“对洛杉矶上流生活的诠释”。2016年，该歌曲随同名专辑的40周年纪念版重新发行
歌曲描述了青年沿著美国公路驾駛，夜宿加州旅馆的场景。集中反映了美国文化：公路、汽车、汽车旅馆、酒精、摇滚、舞蹈，甚至吸毒......歌曲节奏活泼，旋律优美。尤其是开篇吉他合奏，被引为经典。问世以来，万里远播，经久流传。
因为该歌曲中吉他合奏带来的音响效果极其震撼，故常用于试音。

## 创作过程
这首歌由唐·费尔德在马里布海滩的出租屋里创作。他使用一台Rhythm Ace鼓机录制基本音轨。

## 人员
- Don Felder  - 12弦和6弦电吉他，和声
- 唐·亨利 - 主唱和和声，鼓，打击乐
- 格伦·弗雷 - 12弦吉他，和声
- 乔·沃尔什 - 电吉他，和声
- Randy Meisner - 贝斯，和声

## 和声结构
歌曲是 B 小调。Emaj给和弦带来一丝 B dorian 的感觉。

### 前奏&主歌&尾奏
前奏和主歌采用 8 小节的和弦模式，每一个小节一个和弦，用了 7 个不同的和弦，直到第 8 小节方重复了第 2 小节的和弦。和弦进行如下：
Bm–F♯–A–E–G–D–Em–F♯
即
i–V–VII–IV–VI–III–iv–V
这 8 个小节的和弦进行在前奏、主歌和尾奏中反复出现，也为歌曲最后高潮段落双吉他 solo 段落奠定了和声基础。这个和弦进行被诠释为一种弗拉门戈（Flamenco）式的「西班牙进行」（i–VII–VI–V），但是中间加以反复的五度进行点缀延展：丨i–V丨–丨VII–IV丨–丨VI–III丨–丨iv–V丨。这个创举也可以被视为一种方丹戈舞曲风格。

### 副歌
副歌使用了五个 7 和弦，调性比较游移，围绕旋律，视作B小调或D大调（两者互为关系大小调）皆可。
和弦进行：G–D–F♯–Bm–G–D–Em–F♯
B 小调：VI-III-V-i-VI-III-iv-V
D 大调：IV–I–III–vi–IV–I–ii–III

## 销量和排名

### 周排名
| 榜单 (1977)                          | 排行 |
| ------------------------------------ | ---- |
| Austria (Ö3 Austria Top 40)          | 13   |
| Belgium (Ultratop 50 Flanders)       | 24   |
| Canada Top Singles (RPM)             | 1    |
| Canada Adult Contemporary (RPM)      | 2    |
| France (SNEP)                        | 2    |
| Germany (Official German Charts)     | 6    |
| Netherlands (Single Top 100)         | 6    |
| New Zealand (Recorded Music NZ)      | 5    |
| Norway (VG-lista)                    | 5    |
| Switzerland (Schweizer Hitparade)    | 2    |
| UK Singles (Official Charts Company) | 8    |
| US Billboard Hot 100                 | 1    |
| US Adult Contemporary (Billboard)    | 10   |

### 年排名
| 榜单 (1977)                  | 排行 |
| ---------------------------- | ---- |
| Canada Top 200 singles (RPM) | 8    |
| US Billboard Hot 100         | 19   |

### 销量
| 地区                                           | 证明 | 认证单位 /销售 |
| ---------------------------------------------- | ---- | -------------- |
| 意大利（FIMI） 数字下载                        | 铂   | 30000*         |
| 英国（BPI）                                    | 银   | 250,000 ^      |
| 美国（RIAA） 实体单曲                          | 金   | 1,000,000 ^    |
| 美国（RIAA） 数字下载                          | 铂   | 3,000,000      |
| ^出货数据基于认证单独 *销售+流量数据仅基于认证 |      |                |